# Necropoli di Monte Luna
La necropoli di Monte Luna è un sito archeologico situato nei pressi di Senorbì, in Sardegna, ai piedi della collina di Monte Luna. 
Il sito comprende i resti di una necropoli cartaginese (circa 120 tombe) costruita dagli abitanti dell'insediamento punico che sorgeva presso l'altura di Santu Teru, sorto alla fine del VI secolo a.C.
Gli scavi archeologici, condotti da Antonio Maria Costa, hanno interessato la necropoli dal 1977 al 1982.